# Psaliodes infulata
Psaliodes infulata är en fjärilsart som beskrevs av William Schaus 1912. Psaliodes infulata ingår i släktet Psaliodes och familjen mätare. Inga underarter finns listade i Catalogue of Life.